# Les Pee-Wee 3d: L'hiver qui a changé ma vie
Les Pee-Wee 3d: L'hiver qui a changé ma vie es una película deportiva de comedia dramática canadiense, dirigida por Éric Tessier y estrenada en 2012. La película se centra en Lynx, un equipo de hockey juvenil en Mont-Saint-Hilaire, Quebec, que se está preparando para el torneo más importante de su liga.
El elenco de la película incluye a Antoine Olivier Pilon, Alice Morel-Michaud, Rémi Goulet, Julie Le Breton, Guy Nadon y Claude Legault. Morel-Michaud recibió una nominación al Canadian Screen Award como Mejor Actriz de Reparto en los 1.ª edición de los Canadian Screen Awards, y Nadon recibió una nominación al Premio Iris como Mejor Actor de Reparto en el 15.ª edición de los Premios Iris.
Una secuela de la película, Junior Majeur, fue estrenado en 2017.